# Duneau
Duneau és un municipi francès situat al departament del Sarthe i a la regió de País del Loira. L'any 2007 tenia 955 habitants.

## Demografia

### Població
El 2007 la població de fet de Duneau era de 955 persones. Hi havia 381 famílies de les quals 80 eren unipersonals (34 homes vivint sols i 46 dones vivint soles), 160 parelles sense fills i 141 parelles amb fills.
La població ha evolucionat segons el següent gràfic:
Habitants censats

### Habitatges
El 2007 hi havia 424 habitatges, 377 eren l'habitatge principal de la família, 29 eren segones residències i 18 estaven desocupats. 420 eren cases i 1 era un apartament. Dels 377 habitatges principals, 315 estaven ocupats pels seus propietaris, 60 estaven llogats i ocupats pels llogaters i 2 estaven cedits a títol gratuït; 1 tenia una cambra, 14 en tenien dues, 43 en tenien tres, 136 en tenien quatre i 183 en tenien cinc o més. 292 habitatges disposaven pel capbaix d'una plaça de pàrquing. A 149 habitatges hi havia un automòbil i a 200 n'hi havia dos o més.

### Piràmide de població
La piràmide de població per edats i sexe el 2009 era:
| Homes | Edats   | Dones |
| ----- | ------- | ----- |
| 0     | 95 o +  | 4     |
| 0     | 90 a 94 | 0     |
| 4     | 85 a 89 | 16    |
| 8     | 80 a 84 | 4     |
| 20    | 75 a 79 | 28    |
| 16    | 70 a 74 | 24    |
| 12    | 65 a 69 | 16    |
| 36    | 60 a 64 | 24    |
| 20    | 55 a 59 | 24    |
| 32    | 50 a 54 | 24    |
| 36    | 45 a 49 | 16    |
| 20    | 40 a 44 | 36    |
| 36    | 35 a 39 | 20    |
| 24    | 30 a 34 | 20    |
| 32    | 25 a 29 | 20    |
| 12    | 20 a 24 | 20    |
| 4     | 15 a 19 | 16    |
| 12    | 10 a 14 | 28    |
| 32    | 5 a 9   | 36    |
| 16    | 0 a 4   | 8     |

## Economia
El 2007 la població en edat de treballar era de 570 persones, 427 eren actives i 143 eren inactives. De les 427 persones actives 398 estaven ocupades (218 homes i 180 dones) i 28 estaven aturades (9 homes i 19 dones). De les 143 persones inactives 72 estaven jubilades, 32 estaven estudiant i 39 estaven classificades com a «altres inactius».

### Ingressos
El 2009 a Duneau hi havia 395 unitats fiscals que integraven 1.022,5 persones, la mediana anual d'ingressos fiscals per persona era de 17.160 €.

### Activitats econòmiques
Dels 22 establiments que hi havia el 2007, 2 eren d'empreses extractives, 2 d'empreses de fabricació d'altres productes industrials, 8 d'empreses de construcció, 3 d'empreses de comerç i reparació d'automòbils, 1 d'una empresa de transport, 1 d'una empresa d'hostatgeria i restauració, 1 d'una empresa financera, 3 d'empreses de serveis i 1 d'una entitat de l'administració pública.
Dels 7 establiments de servei als particulars que hi havia el 2009, 1 era un paleta, 2 guixaires pintors, 2 fusteries i 2 lampisteries.
L'únic establiment comercial que hi havia el 2009 era una gran superfície de material de bricolatge.
L'any 2000 a Duneau hi havia 18 explotacions agrícoles que ocupaven un total de 1.010 hectàrees.

## Equipaments sanitaris i escolars
El 2009 hi havia una escola elemental integrada dins d'un grup escolar amb les comunes properes formant una escola dispersa.

## Poblacions més properes
El següent diagrama mostra les poblacions més properes.